# 鳳池吟
鳳池吟，词牌名。此詞於古代現只發現吳文英一例。

## 词牌格式
仄仄平平。仄平平仄。仄仄仄仄平平。仄平平仄仄。平平仄仄。仄仄平平。
仄仄平平。仄平仄仄仄平平。平平仄仄。平平平仄。仄仄平平。
平平仄仄平仄。仄仄平仄仄。仄仄平平。仄仄平平仄。仄平平仄。仄仄平平。
仄仄平平。仄平平仄仄平平。平平仄。仄平平。仄仄平平。

## <鳳池吟．夢窗詞>
吳文英 /著
萬丈巍台。碧罘罳外。袞袞野馬遊塵。舊文書幾閣。昏朝醉暮。覆雨翻雲。
忽變清明。紫垣敕使下星辰。經年事靜。公門如水。帝甸陽春。
長安父老相語。幾百年見此。獨駕冰輪。又鳳鳴黃幕。玉霄平溯。鵲錦新恩。
畫省中書。半紅梅子薦鹽新。歸來晚。待賡吟、殿閣南薰。